# Scoraig

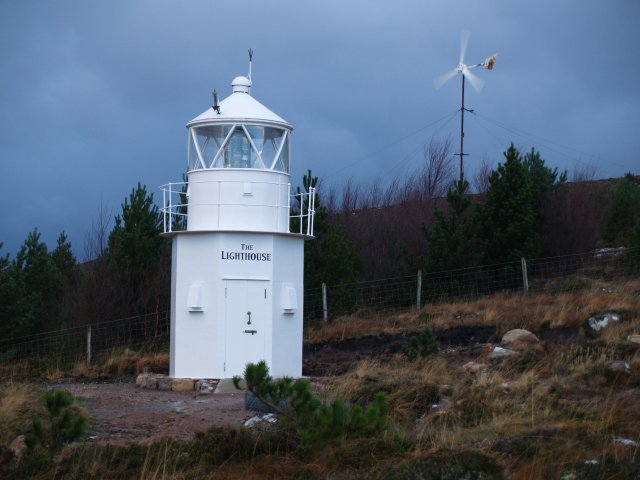
Phare de Scoraig

Scoraig est une péninsule situé dans les Highlands en Écosse, à l'ouest de la ville d'Ullapool.
C'est un lieu relativement isolé, atteignable uniquement par bateau ou après une longue marche. Étant exposé aux vents, les habitants utilisent le potentiel éolien du site, comme Hugh Piggott, reconnu comme spécialiste du petit éolien, qui a mis au point une éolienne "low-tech".